# Velîka Horojanka, Mîkolaiiv
Velîka Horojanka (în ucraineană Велика Горожанка) este localitatea de reședință a comunei Velîka Horojanka din raionul Mîkolaiiv, regiunea Liov, Ucraina.

## Demografie
Componența lingvistică a localității Velîka Horojanka
     Ucraineană (99,81%)
     Alte limbi (0,19%)
Conform recensământului din 2001, majoritatea populației localității Velîka Horojanka era vorbitoare de ucraineană (99,81%), existând în minoritate și vorbitori de alte limbi.